# Адам в ісламі
Адам (араб. آدم) — біблійний Адам. В ісламі — ім'я першої людини, створеної Аллахом. Згідно Корану: за повелінням Аллаха, янголи виліпили Адама з сухої глини змішаної з водою. Потім Аллах вдихнув у нього життя. Згідно з Кораном Аллах створив Адама, як свого «намісника» (халіфа) на землі. У мусульманському переданні Адам став першим з цілої низки пророків, що закінчується Мухаммедом. Суфії вважали Адама втіленням божественної сутності людини, бо Аллах вдихнув у нього власну душу.

## Коранічна версія життя Адама

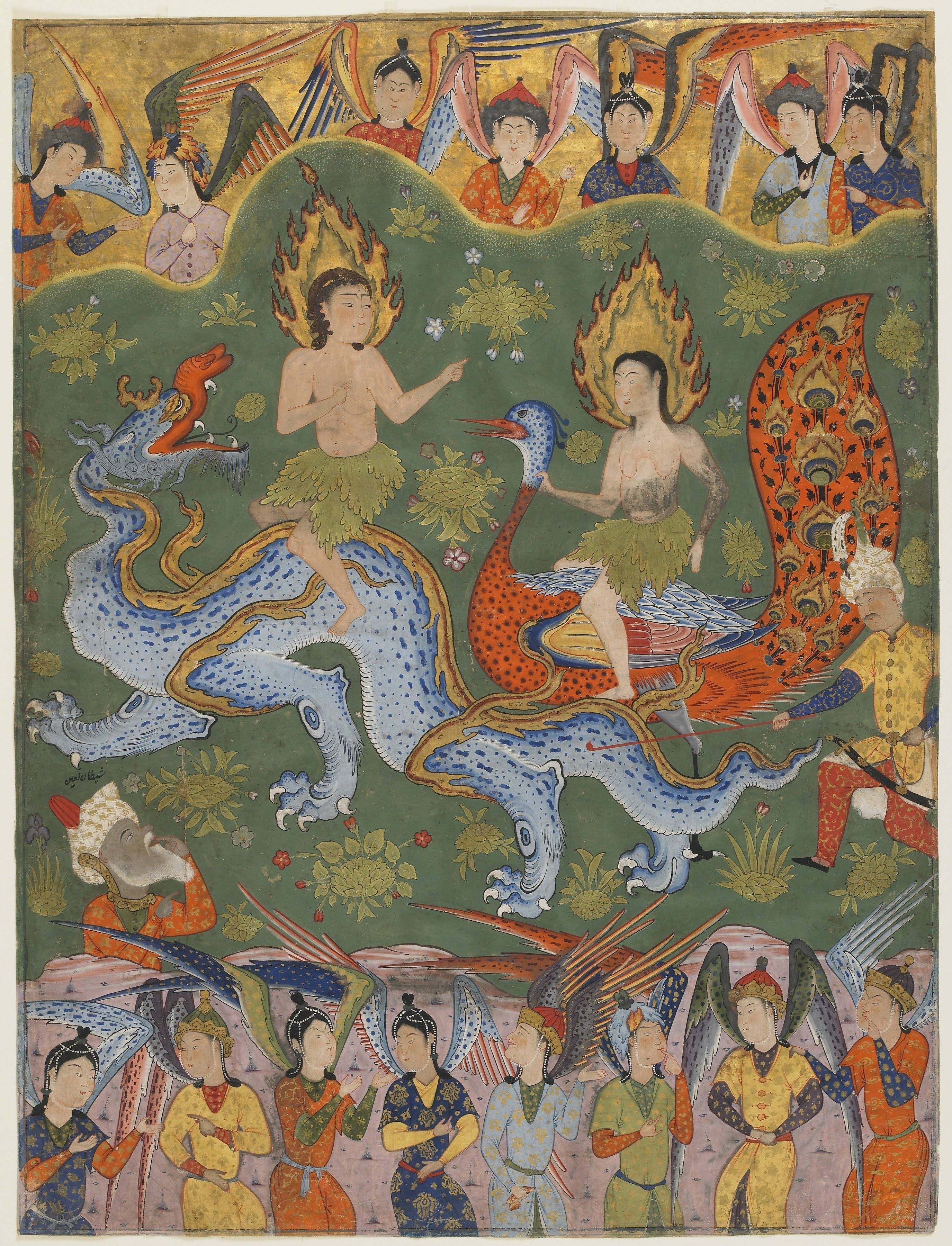
Адам і Хавва. 1550, Сасанідський Іран

Загалом коранічна версія про створення і життя Адама повторює біблійну. 
Вдихнувши у Адама життя, Аллах навчив його назв усіх речей і цим підніс його над янголами, яким було наказано впасти ниць перед людиною. Янгол Ібліс відмовився, за що був скинутий з небес на землю. Адам жив у небесному саду-раю разом зі створеною для нього дружиною Хаввою. Вони мали там усе, чого лише могли забажати, та їм було заборонено їсти плоди з одного з райських дерев. Ібліс зумів проникнути до райського саду і переконати Адама та його дружину, що плоди цього дерева дадуть їм вічне життя та могутність. Спокусившись, вони порушили заборону Аллаха, з’їли плоди, вперше відчули свою наготу, якої засоромились. Покаранням за непослух було скинення Адама та Хавви з раю на землю, де вони і їхні нащадки були приречені жити і працювати (Коран. 2: 30/28—38—36; 7: 10/9—25/24; 15: 26—36; 17: 61/63; 18: 50/48; 20: 115/114—124).

## Мусульманське передання про Адама
У переданні йдеться про те, як янголи добували з різних місць глину, з якої був створений Адам. З’являється історія про його дружину Хавву, лише побіжно згадану в Корані; докладно описано її створення і падіння, про те, як Ібліс спокусив її за допомогою змія на чотирьох ногах, що проник до раю. Дискутується питання про те, яким було заборонене райське дерево і листям якого дерева Адам і Хавва прикривали свою наготу. Стверджується, що після смерті Адам був вознесений на небо і буде перебувати там до судного дня. Особливу увагу привертали вказівки Корану на те, що Аллах зберіг свою прихильність до Адама і його нащадків, дарував їм прощення (2: 38/36; 20: 115/114, 123/121—122). Цей мотив був породжений одною з основних проблем мусульманського богослов’я — проблемою напередвизначеності. За переданням, Адам отримав прощення у Аллаха тому, що його гріх був зарання визначений Богом. 

## Передання пов’язані з Аравією
Особливою рисою мусульманських передань про Адама — його зв’язок з Аравією й мусульманськими святинями. За переданням, глина для тіла Адама бралася з Мекки та Ємену; скинутий на землю на Цейлоні, Адам добрався до Адена, а потім зустрівся з Хаввою, скинутою коло гори Арафат неподалік Мекки. Адаму був посланий з раю «чорний камінь», і він збудував перше приміщення Кааби. Адам говорив багатьма мовами, але в раю — арабською. Він був похований в Мецці, його могилою відзначений центр світу; після потопу його тіло було перенесене до Єрусалиму.

## Походження образу Адама в ісламі
Коранічний образ Адама походить з біблійної оповіді та давньосхідної міфології. Однак безпосередньою основою для нього послужили передання, відомі в Аравії в VI—VII ст. Доісламські арабські поети згадують імена Адама і Хавви, знають їхню історію. Образ Адама, поширений в Аравії, мав християнське забарвлення, що було відображено в Корані, де Адам порівнюється з Ісою (Ісусом Христом) (3: 59/52).